# Lucila Venegas

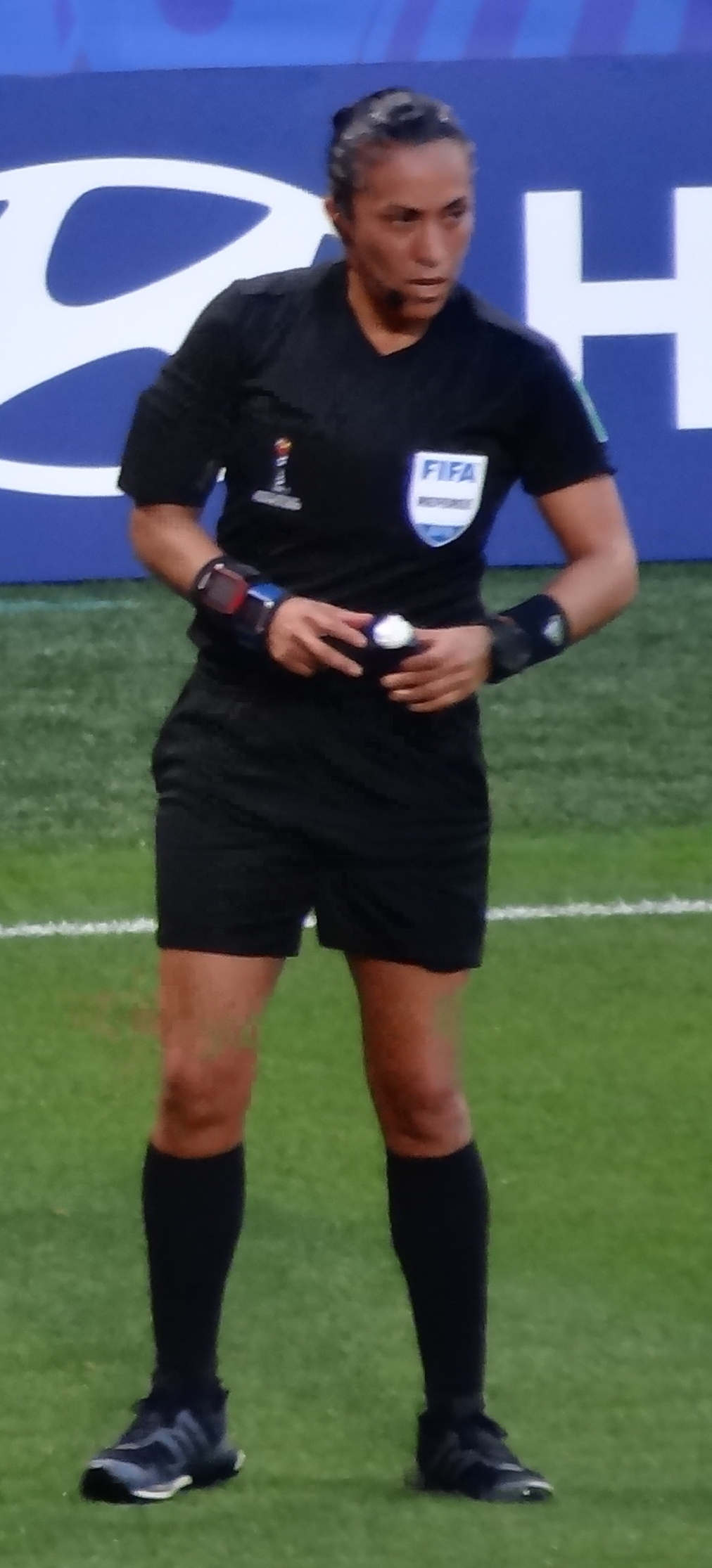
Lucila Venegas bei der Weltmeisterschaft 2019

Lucila Venegas Montes (* 23. April 1981 in Guadalajara) ist eine mexikanische Fußballschiedsrichterin.
Seit 2008 steht sie auf der FIFA-Liste und leitet internationale Fußballpartien.
Beim CONCACAF Women’s Gold Cup 2010 in Mexiko pfiff sie ein Gruppenspiel.
Am 26. Oktober 2014 war Venegas Schiedsrichterin des Finales des CONCACAF Women’s Gold Cup 2014 zwischen Costa Rica und den Vereinigten Staaten (0:6).
Beim olympischen Fußballturnier 2016 in Rio de Janeiro leitete Venegas drei Spiele und beim olympischen Fußballturnier 2020 in Tokio leitete sie zwei Spiele.
Am 17. Oktober 2018 war Venegas Schiedsrichterin im Finale des CONCACAF Women’s Gold Cup 2018 zwischen Kanada und den Vereinigten Staaten (0:2).
Venegas war Schiedsrichterin beim Algarve-Cup 2019.
Bei der Weltmeisterschaft 2019 in Frankreich leitete Venegas mit ihren Assistentinnen Mayte Chávez und Enedina Caudillo insgesamt drei Partien, darunter das Viertelfinale zwischen Norwegen und England (0:3).